# Tony Martin (Historiker)
Anthony Claude „Tony“ Martin (* 21. Februar 1942 in Port of Spain, Trinidad und Tobago; † 17. Januar 2013 in Trinidad und Tobago) war ein Geschichtsprofessor am Wellesley College, der durch seine Unterstützung von Thesen über eine herausragende Rolle von Juden im Sklavenhandel im Zentrum heftiger Kontroversen in den USA und England stand.

## Leben und Werk
Martin hatte karibische Wurzeln, studierte Jura und war ab 1965 in London am Gray’s Inn als Anwalt zugelassen und ab 1968 auch in Trinidad. Er studierte danach zusätzlich Wirtschaftswissenschaften an der Universität Hull (Bachelor 1968) und Geschichte an der Michigan State University, wo er 1970 seinen Master-Abschluss machte und 1973 promovierte. 1971 bis 1973 war er Assistenzprofessor für Afroamerikanische Studien an der Universität von Michigan in Flint und danach am Wellesley College, wo er 1975 Associate Professor und 1979 Professor wurde. 2007 wurde er emeritiert. Er war außerdem Gastprofessor in der University of Minnesota, am Colorado College, an der Brown University, der Brandeis University und Dozent und Gastwissenschaftler z. B. in Trinidad (Cipriani´s Labour College, St. Mary College) und Ghana. Er war Mitherausgeber des Journal of Black Studies und des Journal of African American History sowie u. a. von 1988 bis 1990 Direktor des Aufsichtsrats des Caribbean Cultural Center in New York City.
Sein Spezialgebiet war die Bewegung von Marcus Garvey. Aufmerksamkeit erregte Martin 1993 durch sein Buch The Jewish Onslaught, in dem er eine dominante Rolle von Juden nicht nur im transatlantischen Sklavenhandel, sondern davor bereits über mehrere Jahrhunderte im Sklavenhandel in Europa und Afrika zu belegen suchte und sich gegen Angriffe insbesondere von jüdischen Kreisen in den USA zur Wehr setzte. Er ging auch auf die Geschichte jüdisch-afroamerikanischer Beziehungen in den USA ein und auf das aus seiner Sicht negative Bild afroamerikanischer Intellektueller von der Bürgerrechtsbewegung in „jüdischen“ Medien. Martin hatte sich schon zuvor in seinen Vorlesungen ähnlich zur Rolle von Juden im Sklavenhandel geäußert und ein umstrittenes Buch über das Thema von der Nation of Islam (The Secret Relationship Between Blacks and Jews, 1991), dem Antisemitismus vorgeworfen wurde, in seinen Kursen verwendet. Er wurde daraufhin heftig angegriffen. Die Rektorin des Wellesley College Diana Chapman Walsh distanzierte sich kurz nach Erscheinen offiziell von Martins Buch, und sein Fakultätsvorgesetzter Selwyn Cudjoe sowie eine öffentliche Resolution vieler seiner Kollegen nannte es sogar antisemitisch. Auch die American Historical Association distanzierte sich von allen Versuchen, Juden einen überproportional hohen Anteil am Sklavenhandel zuzuweisen. In afroamerikanischen Intellektuellenkreisen erhielt er dagegen Unterstützung. Als der Londoner Bürgermeister Ken Livingstone Martin 2003 von einem geplanten Vortrag wegen der Vorwürfe gegen dessen Buch wieder auslud, geriet Livingstone unter massiven „Beschuss“ der Londoner Schwarzen-Organisationen. Martin hielt auch einen Vortrag auf einer vom Geschichtsrevisionisten und Holocaustleugner David Irving 2001 in Cincinnati organisierten Konferenz.
Martin war US-amerikanischer Staatsbürger.

## Werke
- Race First: The Ideological and Organizational Struggles of Marcus Garvey and the Universal Negro Improvement Association, 1976, Dover, The Majority Press 421 Seiten, ISBN 0-912469-23-4
- The Writing and Reception of Race First: Marcus Garvey and the Battle for Black History, Dover, The Majority Press, 1978
- Marcus Garvey Hero: A First Biography, 1983, Dover, The Majority Press, ISBN 978-0-912469-05-8
- African Fundamentalism : A Literary and Cultural Anthology of Garvey’s Harlem Renaissance, ISBN 978-0-912469-09-6
- Literary Garveyism: Garvey, Black Arts and the Harlem, 1983, Dover, The Majority Press, ISBN 978-0-912469-01-0
- Amy Ashwood Garvey, Pan-Africanist, Feminist and Mrs. Marcus Garvey No 1, Or, A Tale of Two Amies
- The Poetical Works of Marcus Garvey (Zusammenstellung und Bearbeitung)
- The Pan-African Connection: From Slavery to Garvey and Beyond, ISBN 978-0-912469-11-9
- In Nobody’s Backyard : The Grenada Revolution in Its Own Words, bearbeitet von Tony Martin und Dessima Williams, 2 Bde., 1984, Dover, Massachusetts, The Majority Press.
- The Jewish Onslaught : Dispatches from the Wellesley Battlefront, 1993, Dover, The Majority Press, ISBN 978-0-912469-30-0